# Акатенанго
Акатенанго (исп. Acatenango) — вулкан в Центральной Америке, в департаменте Чимальтенанго, Гватемала.
Акатенанго — стратовулкан, высота которого составляет 3976 метров. Расположен недалеко от города Антигуа, между вулканами Агуа и Атитлан. Сливается с вулканом Фуэго и образует двойной вулкан. Вершину вулкана венчают 2 конуса. Образовывался в 3 эруптивных этапа, начиная с эпохи плейстоцена и закончился примерно 20 000 лет назад, формированием конуса Йепокапа. В современный период вулкан извергался постоянно, наиболее мощное извержение произошло 2 000 лет назад, когда пирокластические потоки достигли расстояния 12 километров от центра извержения.
О вулканической деятельности сообщали ещё индейцы в доиспанский период, а с приходом европейцев и сами конкистадоры. Во время археологических раскопок на северо-восточном склоне вулкана в слоях тефры находили керамические изделия, возраст которых датировали примерно 1400—1500 гг., что указывает на густонаселённость в этом районе в тот период.
Акатенанго лежит в цепи вулканов, протянувшихся вдоль тихоокеанского побережья Гватемалы и является частью базальтового вулканического комплекса. Последний раз извергался в период с 11 ноября по декабрь 1972 года в виде выброса пара, пепла и газов и покрыл местность слоем вулканического пепла от 5 до 10 см. Извержение носило фреатический, эксплозивный характер. В настоящий период вулканической деятельности не наблюдается.